# Tora Dahl
Tora Armida Dahl (Estocolmo, 9 de junio de 1886 - Södertälje, 30 de enero de 1982) fue una escritora sueca, esposa del también escritor y crítico literario Knut Jaensson. En 1975 recibió el Premio Dobloug de la Academia Sueca.

## Obras

### Novela
- Generalsgatan 8, 1935
- Inkvartering, 1937
- Den befriade ön, 1939
- De sju gånger dömda, 1941
- Sådan hemlighet, 1943
- Avdelning II, sal 3, 1948
- Det som har varit..., 1952
- Fosterbarn, 1954
- Långt bort härifrån, 1954
- I främmande land, 1957
- Dörrar som öppnas, 1958
- Besynnerliga värld, 1960
- Inte riktig kärlek, 1963
- Sommar och vinter, 1964
- ...när du kommer ut i livet, 1966

### Autobiográficas
- En bit på väg, 1968
- Vid sidan om, 1969
- I fångenskap, 1971
- Brevet till Leonard, 1972
- Sömngångare, 1974
- Förvandlingar, 1976
- Vägvisare, 1977
- Kamrater, 1978
- Nya vägar, 1979
- Återseende, 1980

### Otros
- Vargar och får, 1961
- Tuppen och solfågeln: fabler, sagor, minnesbilder, 1965
- Tora Dahl 9/6 1966, 1966 (publicación de aniversario)
- När jag var sjuk, 1973
- Om växande och om förtryck: uppsatser 1940-1970, 1975
- Skriv en rad, 1987 (cartas entre Tora Dahl e Ingemar Hedenius)